# Kovács Ferenc (szobrász)
Kovács Ferenc (Kiskunfélegyháza, 1926. szeptember 1. – Budapest, 1990. január 11.) magyar szobrász.

## Élete
1948 és 1952 között a Magyar Képzőművészeti Főiskolára járt.
1947-ben a Derkovits Gyula Népi Kollégium tagjaként kezdte meg szakmai felkészülését. 1961-től a Magyar Iparművészeti Főiskola tanára volt. 1971-ben részt vett a siklósi szobrászszimpóziumon. 1954-től kiállító művész.
Életműve két, egymástól elkülönülő korszakra bontható. Kezdetben, az 1960-as, 1970-es évtizedfordulóig realista szemléletű portrékat és figurákat formált meg, majd haláláig elvont, geometrikus, illetve organikus jellegű kompozíciókat, dekoratív térplasztikákat alkotott. Munkásságának kiemelkedő jelentőségű művei az egy-egy formaismétlődést, variációsort megjelenítő, faragott kőszobrok.
Mesterei voltak Beck András, Mikus Sándor és Pátzay Pál.

## Díjai, kitüntetései
- 1956–1959: Derkovits-ösztöndíj
- 1956: Munkácsy Mihály-díj

## Kiállításai

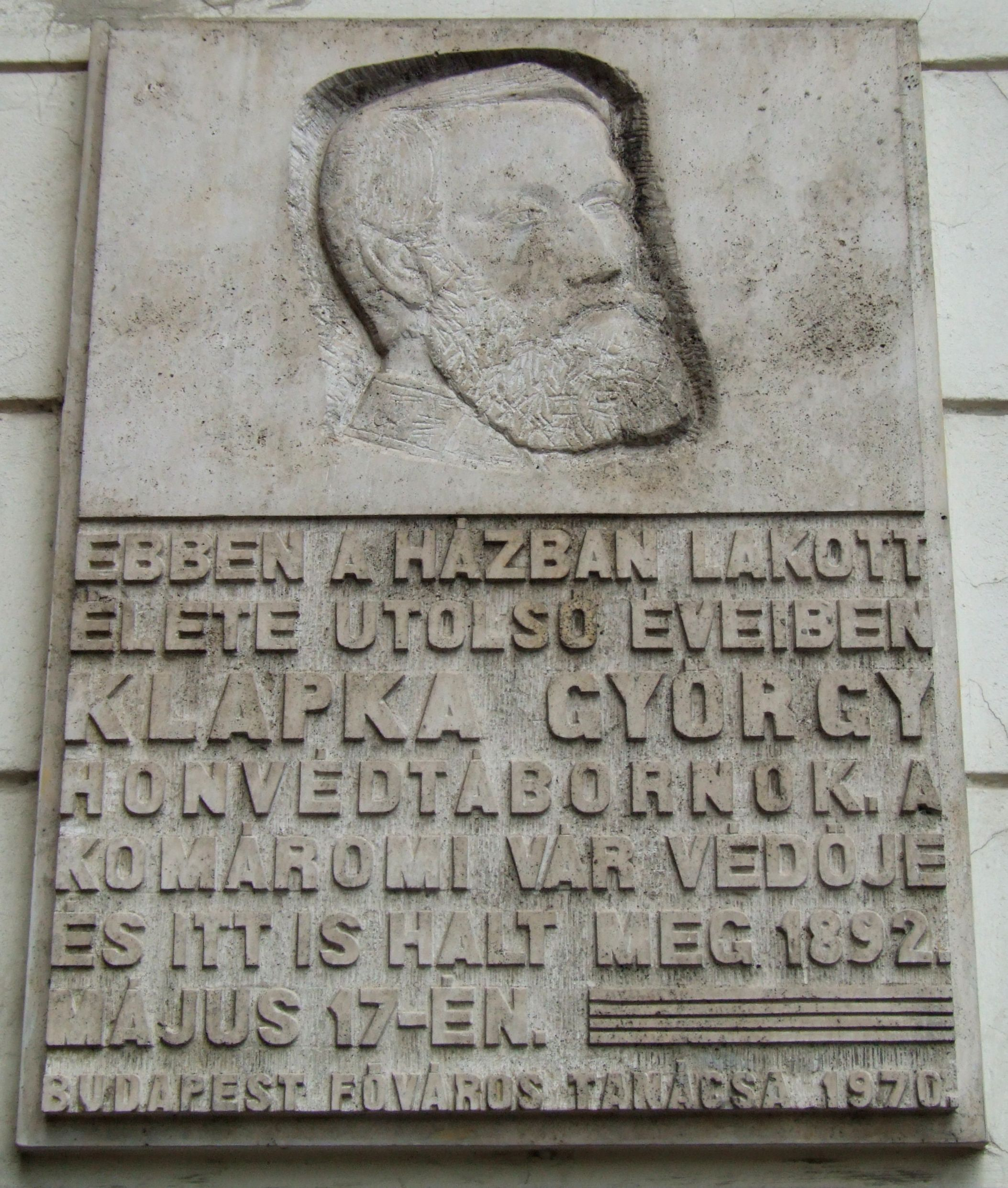
Klapka György domborműve

1954-től állított ki. Egyéni kiállításai:
- 1972
  - Kiskun Múzeum, Kiskunfélegyháza
  - Dunaújváros
  - Debrecen
- 1974
  - Zágráb
  - Pécs
- 1975: Varsó
- 1977: Óbudai Zichy-kastély
- 1980: Óbudai Zichy-kastély, szabadtéri kiállítás
- 1981: Egyetemi Galéria, Debrecen
- 1983: Budapest Galéria, Budapest
- 1994: Madách Imre Művelődési Központ, Vác
- 1996: emlékkiállítás, Budapest Galéria, Lajos u., Budapest
- 1998: Moldvay Győző Galéria, Hatvan

## Szobrai

### Köztéri művei
| - Munkás gyerekekkel (Kucs Bélával és Rozbora Bélával, kő, 1950, Budapest, II. ker., Úttörővasút) - Olvasó lány (márvány, 1954, Budapest, VIII. ker., Mikszáth tér - lebontva) - Olvasó lányok (kő, 1954, Budapest, XI. ker., Villányi út) - Madách (bronz portré, 1954, Budapest, Madách Színház) - Táncoló lányok (bronz, 1956, Budapest, XI. Baranyai utca 7-9.) - Erkel Ferenc (márvány portré, 1956, Budapest, Erkel Színház) - Vetkőző nő (mészkő, 1958, Deszk, Szanatórium) - Tanácsköztársasági emlékmű (bronz, 1959, Győr, 1990 után lebontva) - Parasztasszony (mészkő, 1959, Miskolc) - Tanácsköztársasági emlékmű (bronz, 1961, Szolnok, 1990 után lebontva) - Munkásmozgalmi emlékmű (bronz, 1961, Várpalota) - Kossuth Lajos (márvány mellszobor, 1961, Torinó) - Tóth Árpád (márvány portré, 1962, Debrecen) - Háromalakos dombormű (mészkő, 1963, Miskolc, Nemzeti Színház) - Ülő nő (kő kútszobor, 1963, Budapest, XIII. ker.) - Táncoló kislányok (bronz, 1963, Budapest, XI. ker., Baranyai út) - Ságvári Endre (mészkő portré, 1963, Dunaújváros) - Citerázó paraszt (kő, 1964, Kiskunfélegyháza) - Zászlótartó (mészkő dombormű, 1964, Hatvan) - Weiner Leó (márvány dombormű, 1964, Budapest, VI. ker., Weiner Leó u.) - József Attila-emléktábla (márvány, 1965, Budapest, IX. ker., Gát u.) - Székely Mihály-síremlék (kő, 1965, Budapest, Farkasréti temető) - Móricz Zsigmond (mészkő mellszobor, 1966, Leányfalu) - Szimbolikus fej (mészkő, 1966, Vác) - Guggoló fiú (mészkő, 1967, Budapest, XII. ker., Országos Mérésügyi Hivatal) - Hármas fej (mészkő, 1967, Pásztó) | - Petőfi (mészkő portré, 1968, Kalocsa) - Rákóczi (mészkő, 1969, Vaja, Vay Ádám Múzeum) - Nike (márvány, 1969, Prilep) - Mártír-emléktábla (mészkő, 1969, Kiskunfélegyháza) - SZIR ellenállási csoport emlékműve (kő, 1970, Budapest, XIII. ker., Szent István park) - Klapka György (kő dombormű, 1970, Budapest, V. ker., Akadémia u. 1.) - Díszkút (mészkő, 1972, Kiskunfélegyháza) - Petőfi (kő, 1972, Aszód) - térplasztika (mészkő, 1972, Balsa) - térplasztika (mészkő, 1973, Szentes) - térplasztika (márvány, 1974, Szeghalom) - dombormű (Józsa Bálinttal, márvány, 1974, Budapest, Déli pályaudvar, Metró) - díszburkolat (mészkő, 1975, Budapest, Hilton Szálló) - díszkút (mészkő, 1976, Miskolc, Megyei Könyvtár) - dombormű (Józsa Bálinttal, mészkő, 1976, Budapest, Petőfi Sándor u.-Városház u., Posta) - díszkút (mészkő, 1978, Budapest, XVIII. ker.) - dombormű (Józsa Bálinttal, márvány, 1978-1979, Győr, Magyar Vagon- és Gépgyár ebédlője) - díszkút (mészkő, 1979, Barcs) - plasztikai kompozíció (kő, 1979, Budapest, Városliget) - díszkút (mészkő, 1980, Kecskemét) - térplasztika (mészkő, 1981, Veszprém) - gömbölyű díszkút (mészkő, 1982, Kiskunfélegyháza) - térplasztika (kő, 1984, Budapest, Margitsziget) - térplasztika (mészkő, 1984, Budapest, Üllői úti Klinikák). |

### Művei közgyűjteményekben
- Magyar Nemzeti Galéria, Budapest
- Szoborpark, Kiskunfélegyháza